# Ailuropoda baconi
Ailuropoda baconi  es una especie extinta de mamífero carnívoro de la familia de los úrsidos, en concreto del panda gigante (A. melanoleuca). Es conocido por restos fósiles hallados en depósitos de cavernas en el sur de China, Laos, Vietnam, Birmania y Tailandia del Pleistoceno tardío, hace setecientos mil años. Fue precedido por A. wulingshanensis y Ailuropoda microta como antepasado del panda gigante. Se sabe muy poco sobre este animal; sin embargo, sus últimos fósiles datan del Pleistoceno tardío.
A. baconi es la especie de oso panda de mayor tamaño conocida, superando a su probable descendiente, el oso panda moderno.